# Eugen Habermann
Pour les articles homonymes, voir Habermann (homonymie).
Eugen Habermann (né le 19 octobre 1884 à Tallinn - mort le 22 septembre 1944 dans la  mer Baltique, près de Ventspils) est un architecte Estonien.

## Biographie
En 1902–1905, il étudie à l'École supérieure technique de Riga et en 1906–1909, à l'École supérieure technique de Dresde. Il est l'un des fondateurs de l'Association des architectes estoniens.
Entre 1917 et 1920 , il a pris une part décisive dans la planification urbaine de Tallinn.

## Ouvrages à Tallinn
- Parlement estonien[1] (1920-1922)
- Rauaniit - Usine de bonneterie , 1926-1932 (Tallinn, Põhja puiestee 7)
- Pharmacie de Põhja puiestee, Põhja puiestee 17
- Hôtel Domina Inn Ilmarine, Põhja puiestee 21, (ancienne usine F. Wiegandi)[2]
- Rimi Põhja, Põhja puiestee 23
- Bâtiment de l'ancienne station d'essence, 1928-1932 (Põhja puiestee 27)[3]
- Centre de l'énergie de l'ancienne gare, Põhja puiestee 29,
- Kultuurikatel, Põhja puiestee 33
- Musée estonien d'Art contemporain, Põhja puiestee 35.
- Immeuble commercial et résidentiel, 1932/1933 (Pärnu maantee 6)
- Banque d'Estonie[1], 1935 (Estonia puiestee 13),
- House, 1939 (Tallinn, Roosikrantsi 8 8a /)
- Bâtiments résidentiels standards, Vana-Lõuna tänav 21, 23, 25, 31 et 35 (1922)[4],[5],[6],[7],[8],[9],[10],[11]

## Galerie

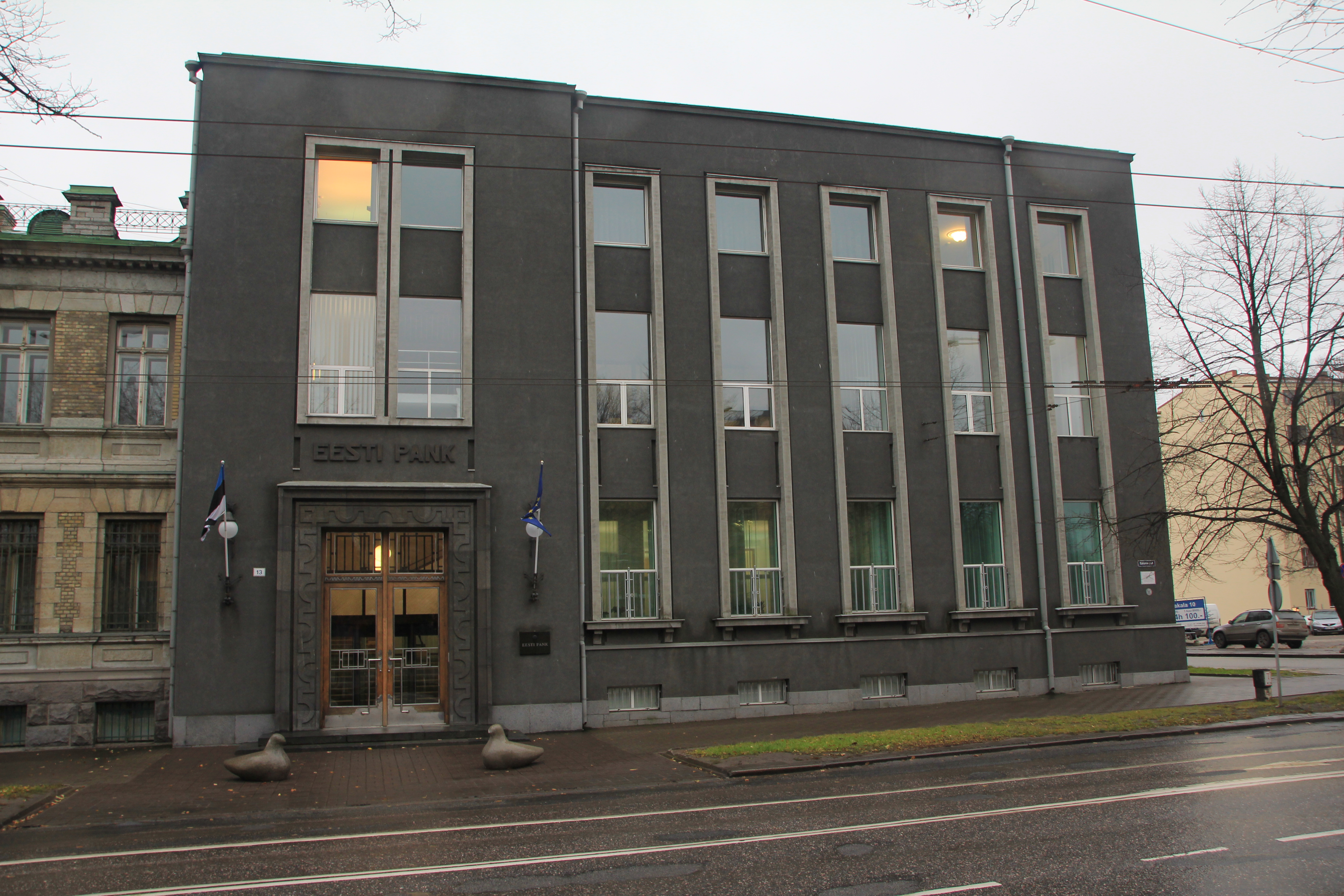
Banque d'Estonie.
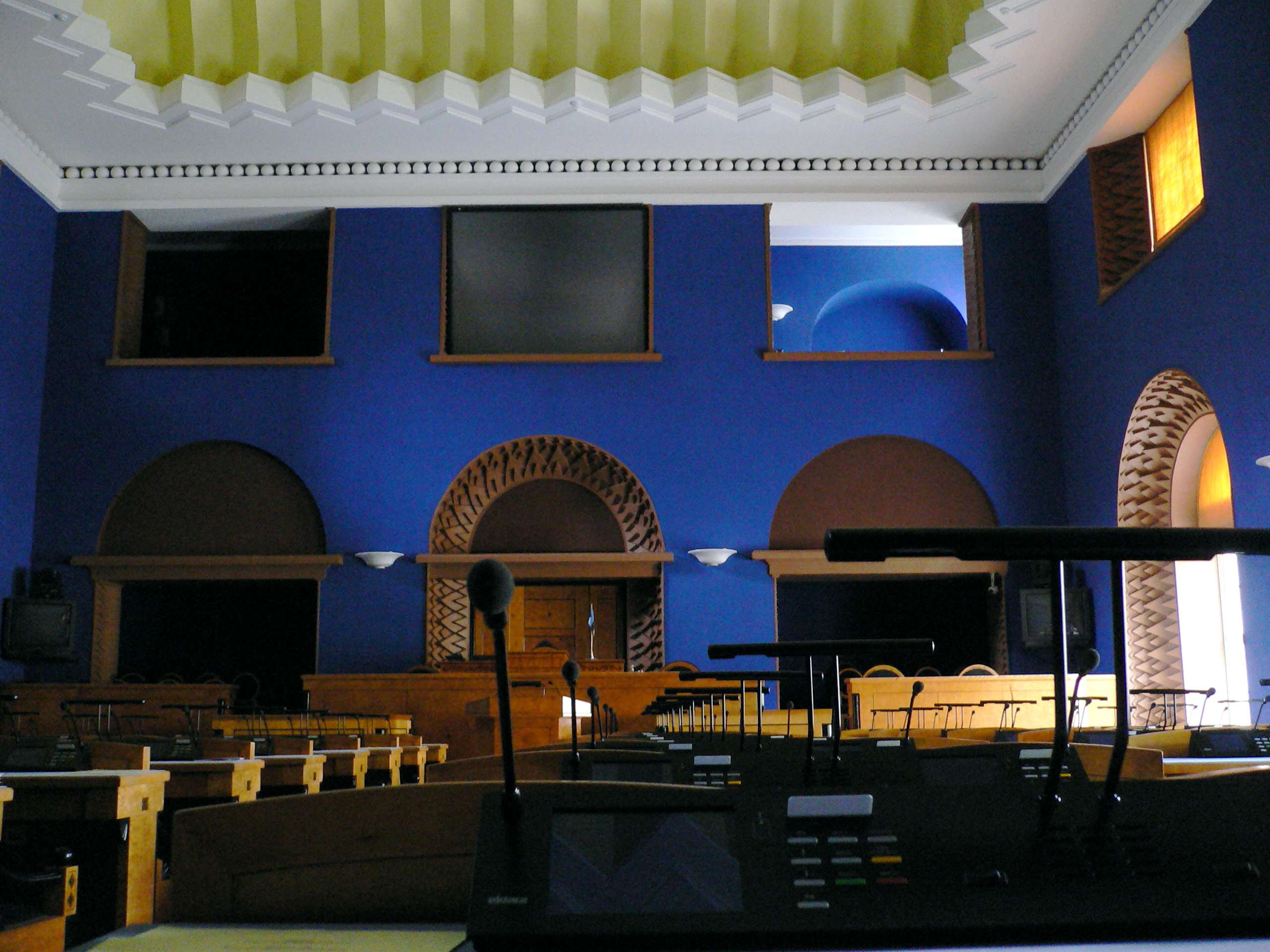
Salle plénière du Parlement estonien.
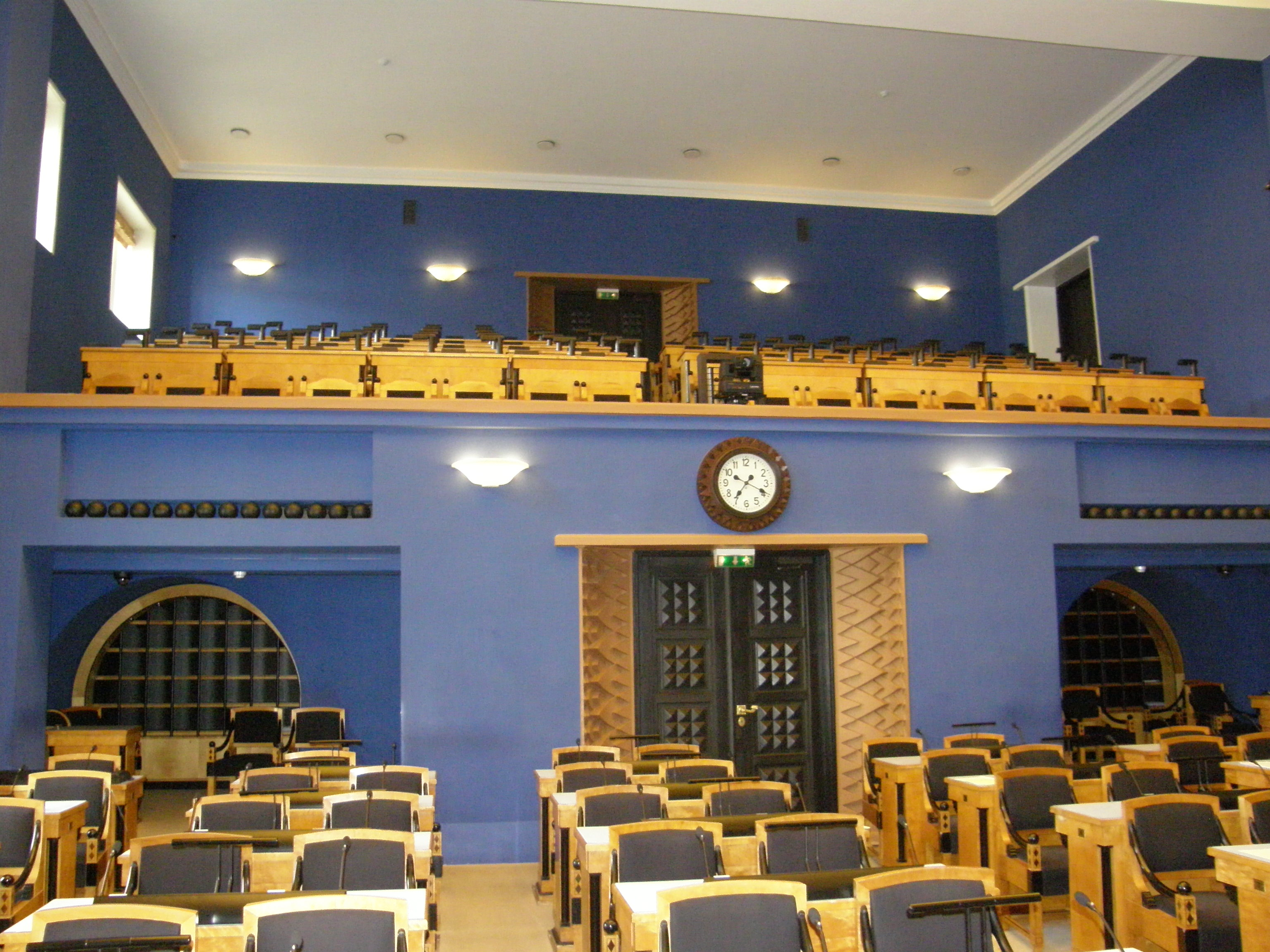
Hall du Riigikogu .
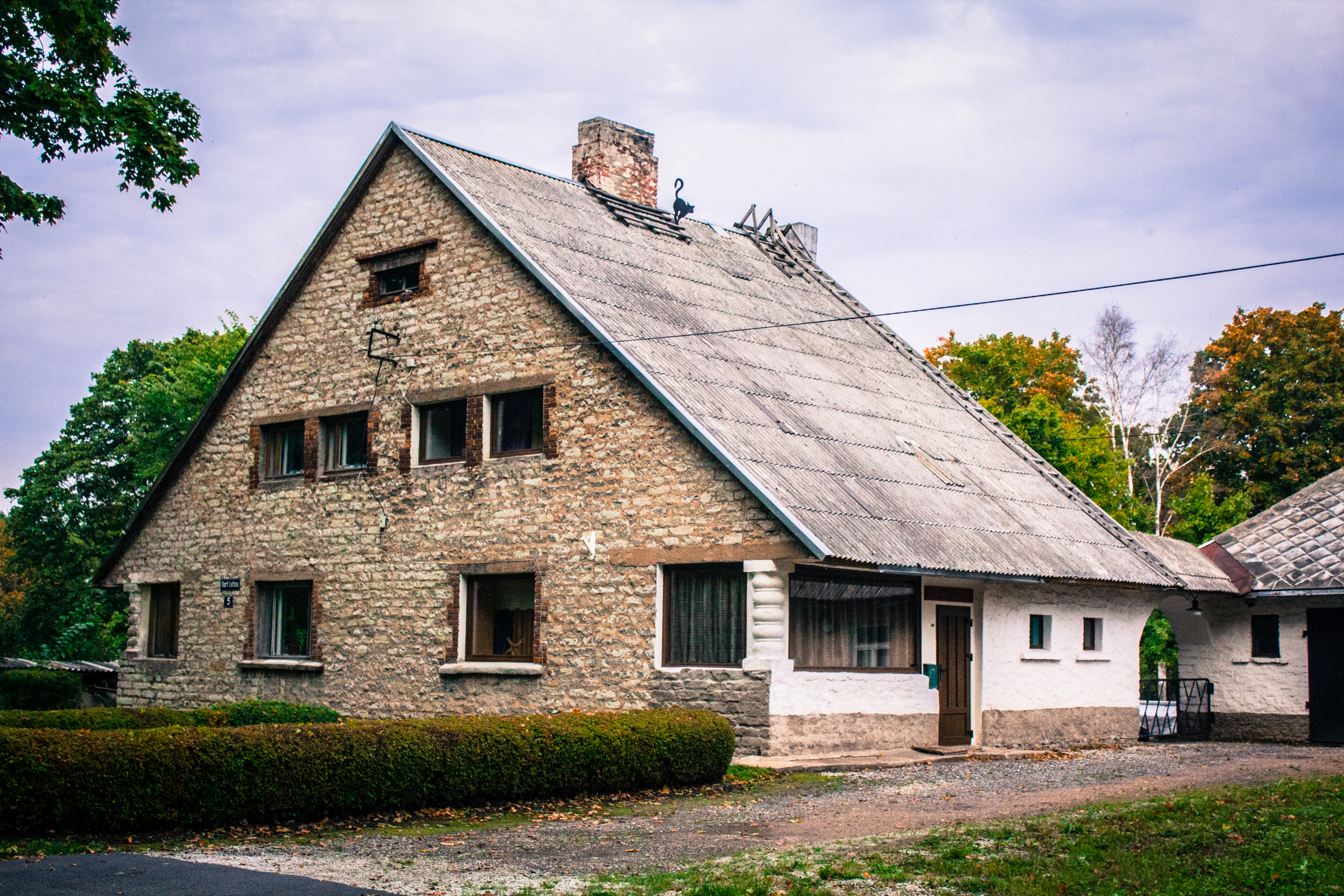
Résidence à Kohtla-Järve.

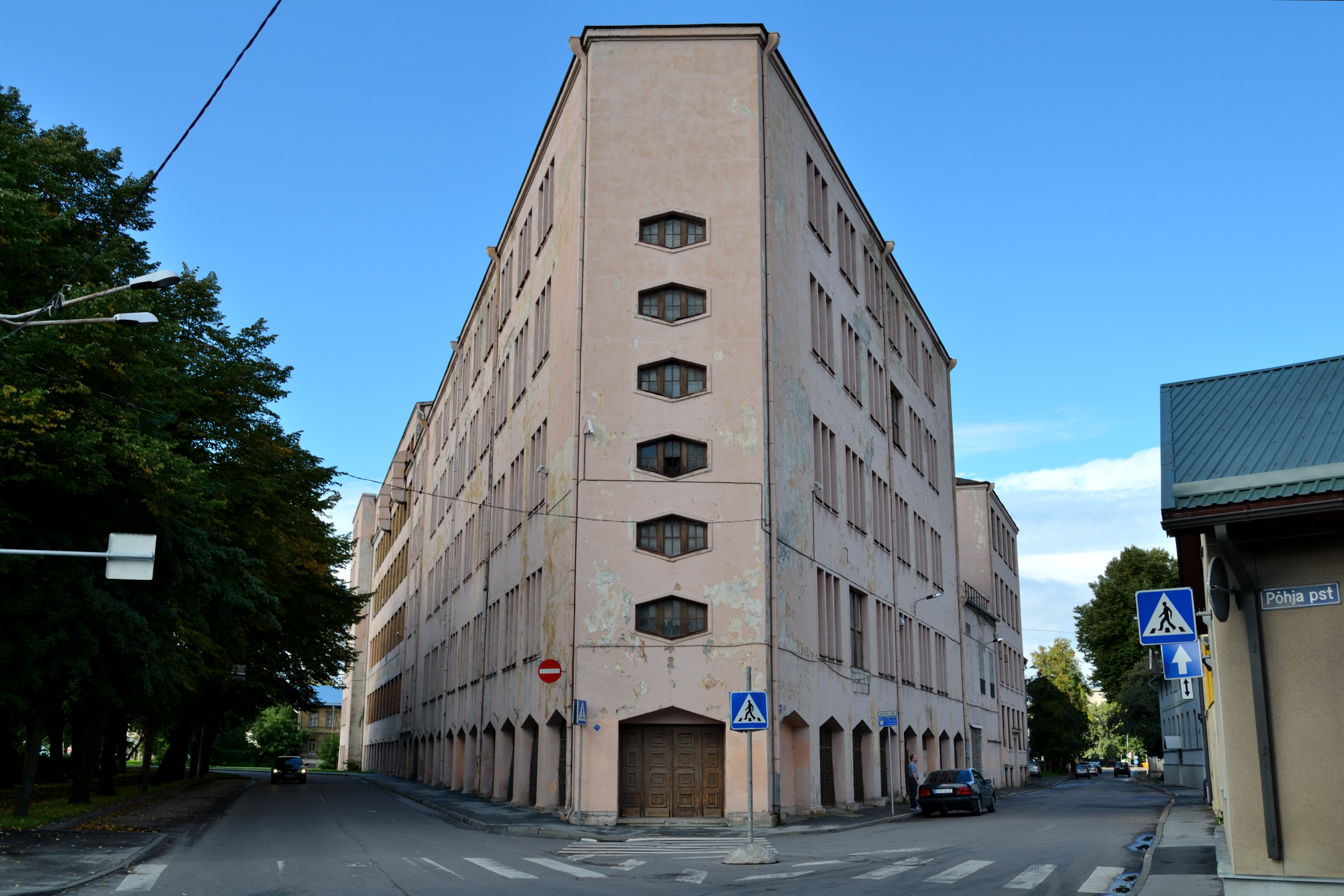
Usine de bonneterie, Põhja pst 7 / Kotzebue tänav 1
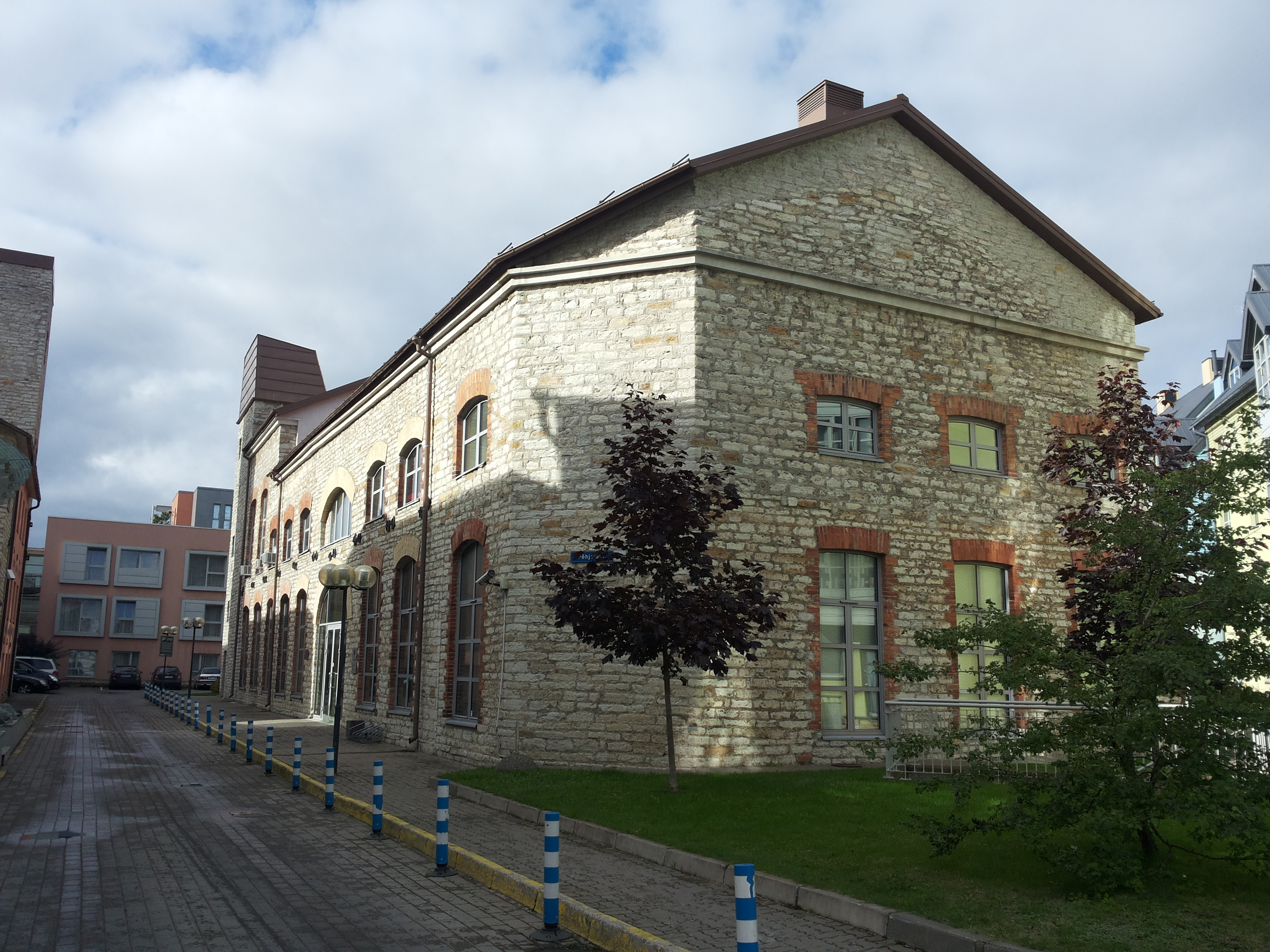
Hôtel Domina Inn Ilmarine, Põhja puiestee 21
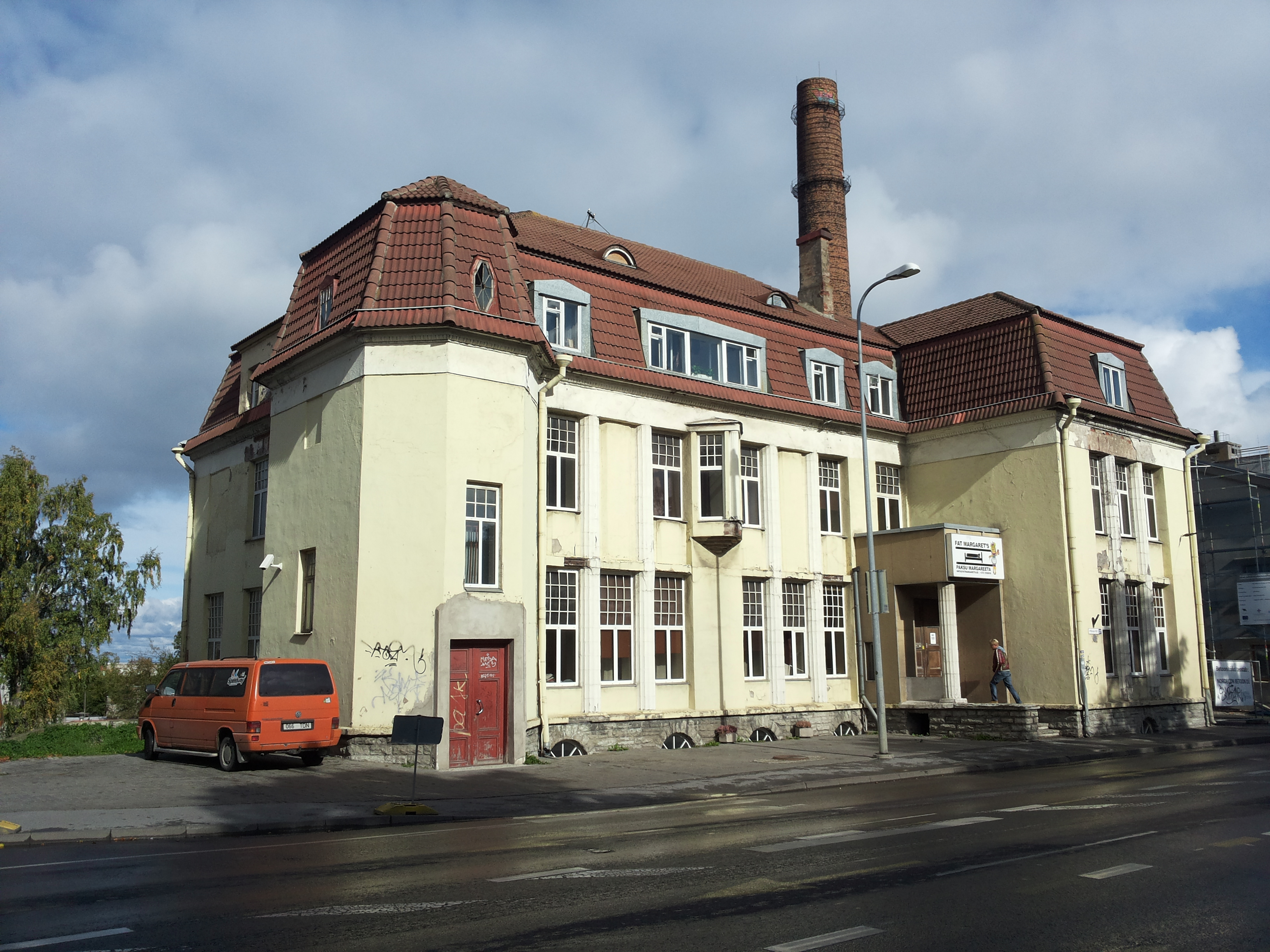
Bâtiment administratif de la Centrale électrique de Tallinn, 1910–1913, Põhja puiestee 27
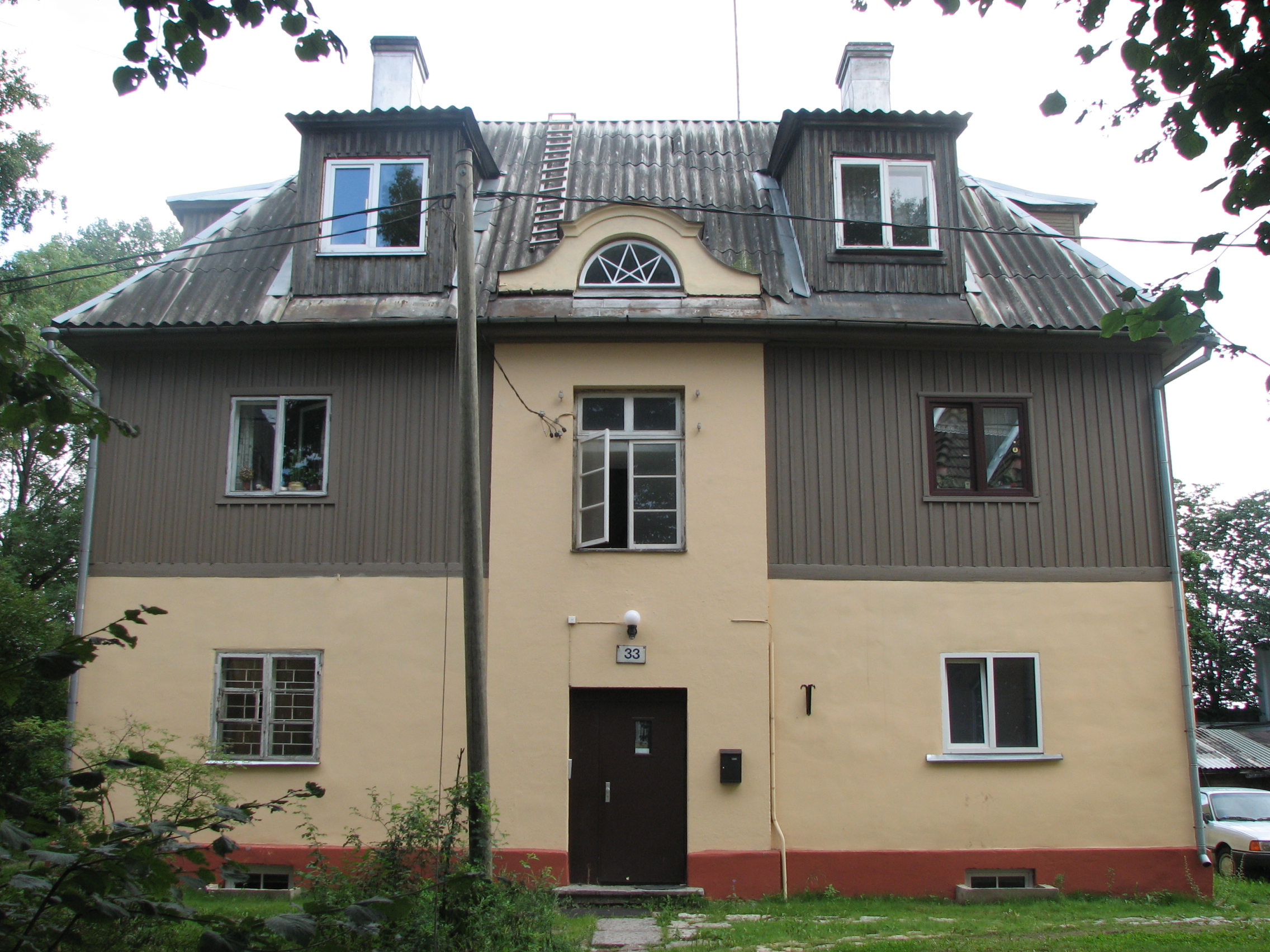
Vana-Lõuna tänav 33.